# Anna Mghwira
Anna Elisha Mghwira (* 23. Januar 1959 in Singida, Tansania; † 12. Juli 2021 in Arusha, Tansania) war eine tansanische Politikerin.

## Leben
Anna Mghwira wurde im Wahlkreis Mungumaji in Singida geboren. Ihr Vater war Leiter bei Tanganyika African National Union (TANU), ihre Mutter war Landwirtin, Anna Mghwira war eines von neun Kindern. Im Jahr 1982 heiratete sie Shedrack Maghwiy, mit ihm hatte sie drei Söhne.
Sie starb im Alter von 62 Jahren im Mount-Meru-Krankenhaus in Arusha.

### Bildung
Von 1968 bis 1974 besuchte sie die Nyerere Grundschule, von 1975 bis 1978 die weiterführende Schule in Ihanja, dann wechselte sie auf das theologische Seminar der evangelisch-lutherischen Kirche, wo sie 1981 ihre schulische Ausbildung beendete. Danach studierte sie Theologie an der Tumaini University und schloss dieses mit einem Bachelor ab. Bei einem nachfolgenden Studium an der juristischen Fakultät der University of Dar es Salaam erlangte sie 1986 ebenfalls einen Bachelor. Später studierte sie an der University of Essex, dieses Studium schloss sie mit einem Master der Rechtswissenschaften ab.

### Politische Laufbahn
Ihre politische Aktivität begann bei der Tanganyika African National Union, wo sie Mitglied der Jugendliga war. Ende der 1970er-Jahre reduzierte sie ihr politisches Engagement zu Gunsten ihres Studiums. 2009 trat sie der Partei Chama cha Demokrasia na Maendeleo (CHADEMA) bei. Sie war dort zuerst Bezirkssekretärin und später Bezirksvorsitzende. Im Jahr 2012 verlor sie die parteiinterne Nominierung für die Nachwahl des Wahlkreises Arumeru East gegen Joshua Nassari. Drei Jahre später verließ sie CHADEMA und gründete die Partei Alliance for Change and Transparency (ACT), deren erste Vorsitzende sie wurde. Im gleichen Jahr trat sie als einzige Frau bei den Präsidentschaftswahlen an. Vom Sieger dieser Wahl, Präsident John Magufuli, wurde sie zur Kommissarin der Region Kilimandscharo ernannt. Von dieser Position trat sie 2021 zurück.